# Blaga Dimitrowa
Blaga Nikolowa Dimitrowa (bulgarisch Блага Димитрова; * 2. Januar 1922 in Bjala Slatina, Oblast Wraza; † 2. Mai 2003 in Sofia) war eine bulgarische Schriftstellerin, Lyrikerin, Übersetzerin und Politikerin. Von 1992 bis 1993 war sie die zweite Vizepräsidentin der Republik Bulgarien.

## Leben
Blaga Dimitrowa wuchs in Weliko Tarnowo auf und studierte anschließend Slawistik in Sofia. Nach ihrem Abschluss 1945 promovierte sie in Leningrad und Moskau. In Bulgarien trat sie besonders als Übersetzerin aus dem Altgriechischen, Polnischen, Russischen, Schwedischen, Deutschen und Vietnamesischen hervor, verfasste Literaturkritiken und Essays, und war als Redakteurin für Jugendbücher tätig. In der Zeit des Vietnamkrieges reiste sie fünfmal nach Vietnam und adoptierte schließlich ein vietnamesisches Mädchen. Sie war mit dem Literaturkritiker Jordan Wassilew verheiratet.
Zu Ende der kommunistischen Ära Bulgariens gründete sie gemeinsam mit anderen 1987 das Komitee für Umweltschutz in Russe und den Klub für Demokratie, aus dem später das Oppositionsbündnis Union der demokratischen Kräfte hervorging. Von 1992 bis 1993 war sie schließlich Vizepräsidentin Bulgariens unter Präsident Schelju Schelew, trat aber aus Enttäuschung über die Politik wieder zurück. Blaga Dimitrowa war wegen ihrer literarischen Werke, aber auch wegen ihres sozialen Engagements, in Bulgarien sehr angesehen. Sie war Vorsitzende der Raina-Kabaiwanska-Stiftung für Waisenkinder und erhielt zahlreiche Literaturpreise, wie den Großen Preis der Europäischen Autorenvereinigung Die Kogge (2001).

## Werke
- До утре, Gedichte 1959
- Светът в шепа, Gedichte 1962
- Обратно време, Gedichte 1965
- Пътуване към себе си, Roman 1965
- Осъдени на любов. Gedichte 1967
- Отклонение, Roman 1967
  - Experiment mit der Liebe. Übersetzung von Barbara Sparing, Universitas, Berlin 1967.
  - unter dem Titel: Liebe auf Umwegen. Aus dem Bulgarischen von Barbara Antkowiak, Verlag Volk und Welt, Berlin 1980.
    - Verfilmung: Bulgarien 1967
- Мигове, Gedichte 1968
- Лавина, Roman 1971 (dt. Die Lawine, Berlin 1981)
- Как, Gedichte 1974
- Младостта на Багряна и нейните спътници, 1975
- Дни черни и бели. Елисавета Багряна - наблюдения и разговори, 1975
- Гонг, Gedichte 1976
- Пространства, Gedichte 1980
- Лице, Roman 1981
- Лабиринт, Gedichte 1987
- Между, Gedichte 1990
- Нощен дневник, Gedichte 1992
- Отсам и отвъд. Силуети на приятели, 1992
- Знаци по снега, 1992
- Нощна лампа сред бял ден, 1999; ISBN 954-492-141-9
- Времена, 2000; ISBN 954-439-659-4
- Събрани творби, Werkausgabe
  - Том 1. Ранни стихове, 2003; ISBN 954-90735-6-4
  - Том 2. Лирика и поеми, 2003; ISBN 954-90735-8-0
  - Том 3. Пътуване към себе си, 2003; ISBN 954-90735-9-9
  - Том 4. Отклонение, 2004; ISBN 954-9310-03-5
  - Том 5. Страшния съд, 2004; ISBN 954-9310-04-3
  - Том 6. Лавина, 2005; ISBN 954-9310-05-1

### Auswahlausgaben ihrer Werke in deutscher Übersetzung
- Verurteilt zur Liebe. Ausgewählte Gedichte. Edition Xylos, Gelsenkirchen 1981, ISBN 3-921812-21-6.
- Ars poetica. Gedichte. Tentamen, Stuttgart 1985, ISBN 3-921625-60-2.
- Fenster zur Hoffnung. Gedichte. Verlag Volk und Welt, Berlin 1986, ISBN 3-353-00020-8.
- Narben. Gedichte aus vierzig Jahren & zwei Essays. Avlos-Verlag, Sankt Augustin 1999, ISBN 3-929634-26-0 (Bulgarische Bibliothek, Bd. 3).
- Hinter den Zähnen blutet die Zunge (Gedichte Bulgarisch-Deutsch). Neue Sirene, München 2/1994 (aus dem Bulgarischen von Michael Basse)